# 720er
Portal Geschichte | Portal Biografien | Aktuelle Ereignisse | Jahreskalender | Tagesartikel

◄ |
7. Jh. |
8. Jahrhundert
| 9. Jh. | ►

◄ |
690er |
700er |
710er |
720er
| 730er | 740er | 750er | ►

720 |
721 |
722 |
723 |
724 |
725 |
726 |
727 |
728 |
729

## Ereignisse
- Vollendung der japanischen Chronik Nihonshoki.
- 722: Pelayo, „Fürst“ oder König von Asturien, siegt über ein arabisches Heer in der Schlacht von Covadonga; dies ist der erste christliche Sieg im Rahmen der Reconquista Spaniens.
- Bonifatius missioniert die Germanen.
- Byzantinischer Bilderstreit: Kaiser Leo III. lässt 726 in einem demonstrativen Akt die große, goldenen Christusikone am Chalke-Tor seines Kaiserpalastes zerstören, was zu einem ersten Aufruhr in der Bevölkerung führt.